# Hambleton (Lancashire)
Hambleton is een civil parish in het bestuurlijke gebied Wyre, in het Engelse graafschap Lancashire. In 2001 telde het dorp 2678 inwoners.